# Лорън Миракъл
Лорън Миракъл (на английски: Lauren Myracle) е американска писателка, авторка на произведения в жанровете детско-юношеска литература и любовен роман.

## Биография и творчество
Лорън Миракъл е родена на 15 май 1969 г. в Бревард, Северна Каролина, САЩ. Израства в Атланта, Джорджия. Получава бакалавърска степен по английска филология и психология от Университета на Северна Каролина в Чапъл Хил. По-късно получава магистърска степен по английска филология от Държавния университет в Колорадо, където преподава две години, както и магистърска степен по творческо писане за деца и младежи от Върмонтския колеж в Монпелие.
Първият ѝ роман „Kissing Kate“ е публикуван през 2003 г. Той бързо печели вниманието на читателите и критиката и е номиниран за различни награди. Избран е за една от „Най-добрите книги за млади хора“ от Американската библиотечна асоциация.
В следващите си произведения за юноши засяга и темите за сексуалността, хомосексуалността, алкохолизма, което ѝ навлича критика от част от родителите.
Лорън Миракъл живее със семейството си във Форт Колинс, Колорадо.

## Произведения

### Самостоятелни романи
- Kissing Kate (2003)
- Joyride (2003)
- Rhymes with Witches (2005)
- The Fashion Disaster That Changed My Life (2005)
- How to Be Bad (2008) – с Емили Локхарт и Сара Млиновски
- (with E Lockhart and Sarah Mlynowski)
- Bliss (2008)
- Winnie's Journal (2008)
- Peace, Love, and Baby Ducks (2009)
- Shine (2011)
- Infinite Moment of Us (2013)
- Wishing Day (2016)

### Серия „Интернет момичета“ (Internet Girls)
1. Ttyl (2004)
2. Ttfn (2006)
3. l8r, g8r (2007)
4. yolo (2014)

- bff (2009)

### Серия „Годините на Уини“ (Winnie Years)
1. Ten (2011)
2. Eleven (2004)
3. Twelve (2007)
4. Thirteen (2008)
5. Thirteen Plus One (2010)

### Серия „Силата на цветята“ (Flower Power)
1. Luv Ya Bunches (2009)
2. Violet in Bloom (2010)
3. Oopsy Daisy (2012)
4. Awesome Blossom (2013)

### Серия „Животът на Тай“ (Life of Ty)
1. Penguin Problems (2013)
2. Non-Random Acts of Kindness (2014)
3. Friends of a Feather (2015)

### Серия „Магията нагоре-надолу“ (Upside-Down Magic) –Емили ДженкинсиСара Млиновски
1. Upside-Down Magic (2015)
2. Sticks & Stones (2016)
3. Showing Off (2016)
4. Dragon Overnight (2018)

### Серия „Пожелан ден“ (Wishing Day)
1. The Forgetting Spell (2017)
2. The Backward Season (2018)

### Разкази
- The Corsage (2007)
- Strawberry Bubbles (2009)

### Сборници
- Let It Snow (2008) – Джон Грийн и Морийн Джонсън
Сняг вали: три романтични истории, изд.: „Егмонт“, София (2014), прев. Силвия Желева
- Prom Nights from Hell (2007) – с Мег Кабът, Ким Харисън, Стефани Майер и Мишел Джафи 
„Цветната брошка“ в Абитуриентски балове в Ада, изд.: ИК „Панорама груп“, София (2010), прев. Мариана Христова